# Visborgs slott

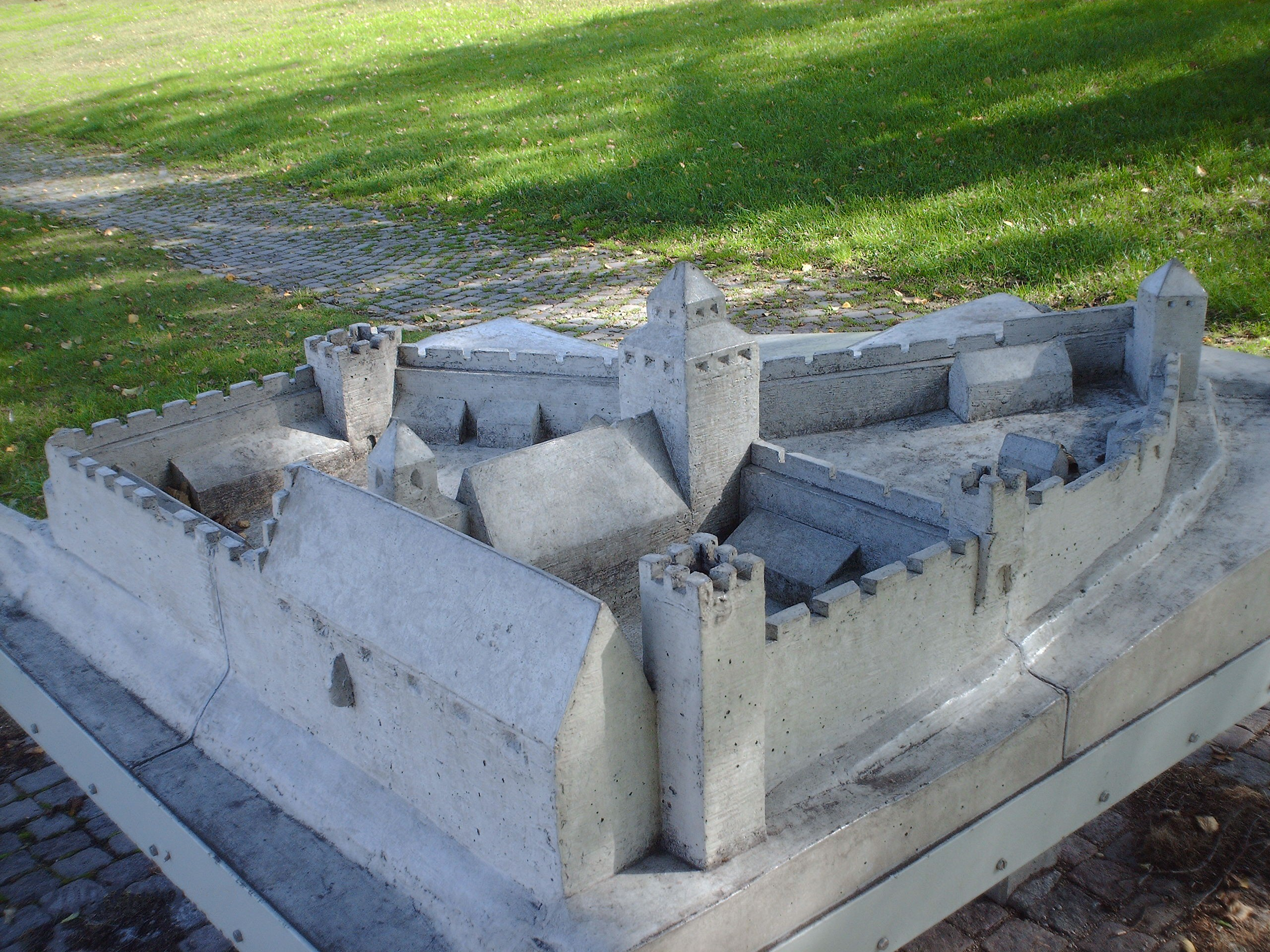
Modell av Visborg, på dess ursprungliga plats i Visby.

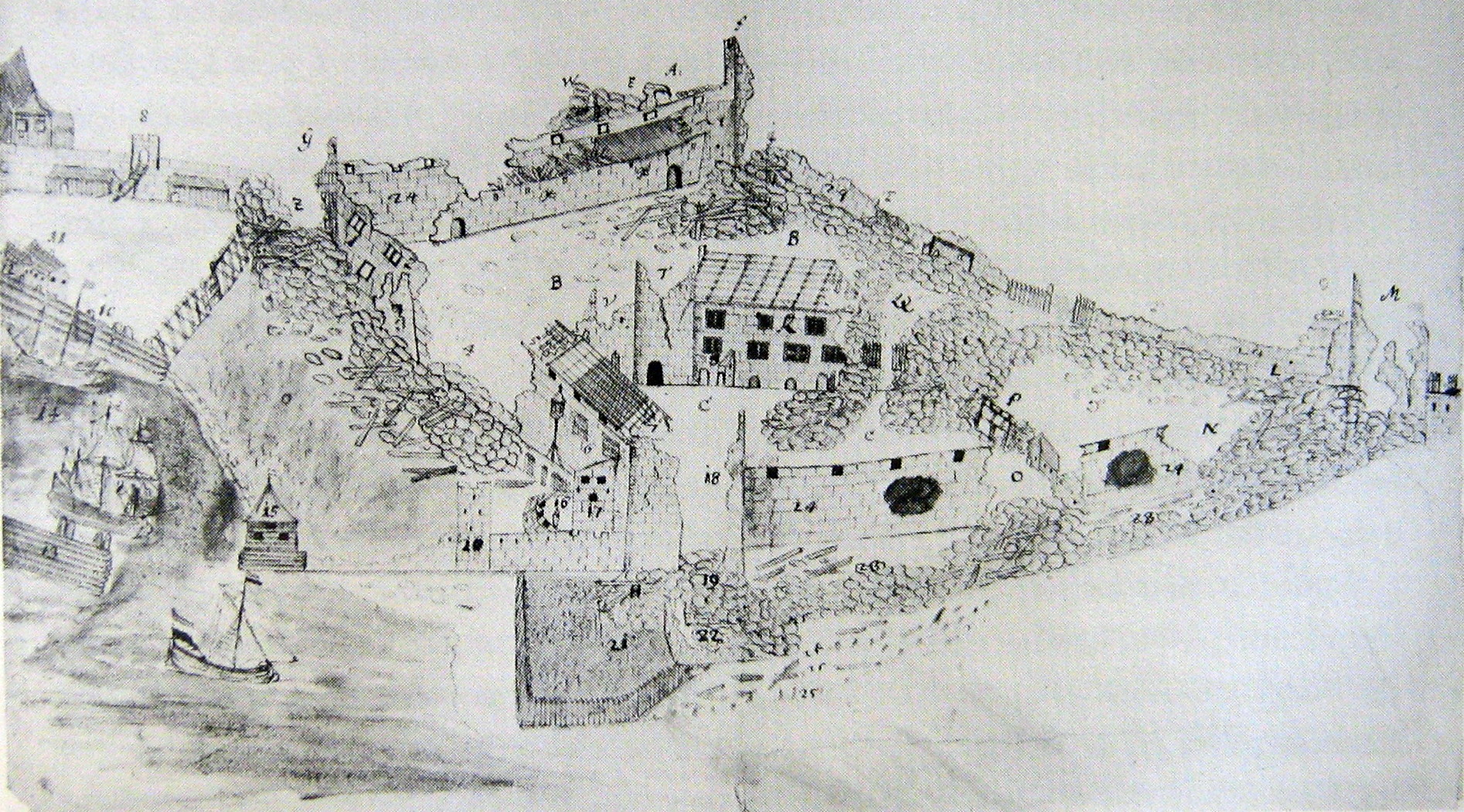
Visborgs slott efter att danskarna sprängt slottet i samband med att de lämnade över det i svenska händer. Teckning av J. Tideman från 5 oktober 1679.

Visborgs slott var en slotts- och borganläggning som uppfördes på medeltiden i södra delen av Visby på Gotland. Numera återstår endast vaga lämningar efter en ruin.

## Borgens tillblivelse
Året 1394 beslagtog anhängarna av Albrekt av Mecklenburg två torn i Visby ringmurs sydvästra hörn för att därifrån kunna kontrollera Visby och stadens hamnbassäng som nu alltmer börjat tagas i bruk. Tyska Ordens fogde Johan Tethvitz använde under den tid som Orden innehade staden 1398–1408 samma torn och uppförde dessutom en ny byggnad, men dess egentliga anläggning räknas från 1411, sedan Erik av Pommern 1408 köpt tillbaka ön från Orden. Enligt visbyfranciskanernas diarium Scriptores rerum svecicarum medii aevi var det kung Erik själv som den första augusti 1411 lade första grundstenen. Byggandet fortsatte under den tid den skånske riddaren Thrugot Hass/Trued Hase var hövitsman på Gotland.

## Sjörövarfäste
Efter att kung Erik förlorat kungatiteln 1437 blev borgen hans residens varifrån han inledde sin sjörövarverksamhet på Östersjön. Anläggningen var tillräckligt befäst för att klara en långvarig belägring av Karl Knutssons trupper, vilket också skedde 1448. Erik hade kommit överens med Karl Knutsson att överlämna Visborgs slott vid påsken 1449 i utbyte mot Borgholms slott och Öland på livstid. Kung Kristian I agerade dock snabbt och erbjöd Erik tre danska slottslän och 10 000 gulden i årligt underhåll. När den danska flottan dök upp kunde Erik överlämna borgen till den av Kristian utnämnde slottsherren Olof Axelsson (Tott). Han var borgherre 1449–1464 och lät bygga ut anläggningen. Olof Axelsson efterträddes av sina bröder Filip och Ivar.

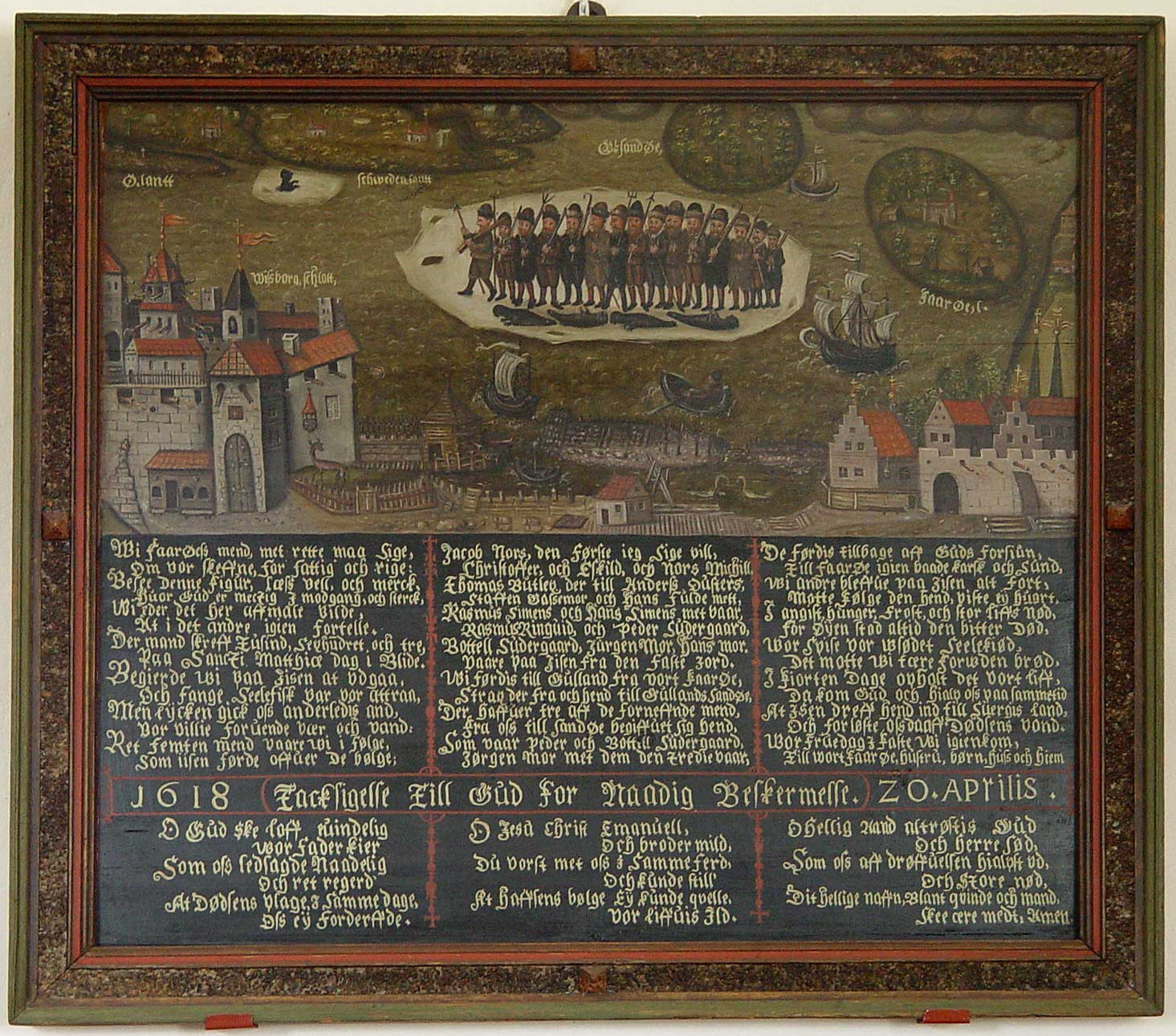
Visborgs slott syns till vänster. Votivbild, den så kallade "Kutatavlan" från 1618 i Fårö kyrka.

År 1487 överlämnade Ivar Axelsson borgen till kung Hans som tillsatte den skånske riddaren Jens Holgersen Ulfstand som hövitsman, följt av Laurens Schinkel 1509 och Søren Norby 1517. Norby höll kvar borgen fram till 1525 då den överlämnades till kung Fredrik. Under Kristian II:s tid moderniserades slottet 1539–1544, vilket skedde under ledning av Wladislaw Wobisser från Pommern.

## Visborgs förfall
Efter freden i Brömsebro 1645 fick Visborg svensk besättning med Åke Hansson Ulfsparre som borgherre. Då var borgen förfallen eftersom danskarna vid avfärden förstört mycket av dess inredning. Vid det svensk-danska kriget 1676 anfölls Visby av en dansk flotta under befäl av Niels Juel och efter att staden öppnat sina portar den 1 maj började den danska styrkan beskjuta borgen. Den svenske kommendanten Mikael Schoultz kapitulerade efter några timmar. De danska slottsherrarna, Christian Bilefeldt (1676–1678) och Marin Barthold (1678–1679) började att grundligt rusta upp borgen. Under första halvåret 1679 stod det klart att Danmark skulle tvingas avstå Gotland till Sverige och det är troligt att ordern om att riva borgen kom från Köpenhamn. Från juli till september revs och sprängdes borgen bit för bit.
Borgen var byggd som en oregelbunden fyrkant och upptar ungefär det kvarter som nu begränsas av södra muren, Visborgsgatan, Kommendantbacken, Piparhålstrappan och hamnområdet. Längs borgens södra mur reste sig de fyra tornen Segeltornet (över hamnen), Smale Henrik, Kikut och Mynttornet. I nordöstra hörnet stod Kungstornet med huvudingången och i nordöstra hörnet tornet Slukupp. I centrum stod tornet Blacken som tillsammans med Klocktornet och Slottskyrkan skilde den yttre borggården från den inre. Överst i kärntornet Blacken låg borgherrens salar där denne rimligtvis måste ha haft en milsvid utsikt över havet. Den västra sidan upptogs av Frustugan och ett par andra byggnader. Utanför den södra muren låg ett utanverk med palissaderingar, av vilka spår återstår i de så kallade Palissaderna. 
Efter att Gotland övertagits av Sverige lät generalguvernör Johan Cedercrantz anlägga ett par kalkugnar vid ruinerna och största delen av ruinen omvandlades till bränd kalk som användes för uppförandet av Stockholms slott, samt några offentliga byggnader i Karlskrona. De grova murpartier som nu återstår i sydvästra hörnet är rester av Frustugan och södra borgmuren. I övrigt fick området förfalla och det användes som betesmark för stadsbornas kreatur. I mitten av 1700-talet började kvarteren kring nuvarande Visborgsgatan att bebyggas.

## Bernadotte af Wisborg
Greve av Wisborg är en luxemburgisk adelstitel, som tilldelats fyra svenska prinsar efter att de förlorat sin arvsrätt till Sveriges tron, sin ställning som kunglig höghet och sin svenska prinstitel, till följd av att de gift sig med personer utan kunglig börd eller gift sig utan kungens godkännande. Grevarna av Wisborg och deras ättlingar har därefter skrivit sitt efternamn som Bernadotte eller Bernadotte af Wisborg. Titeln är ärftlig.
Kopplingen till Visborg uppstod då hertigen av Gotland, prins Oscar, 1888 gifte sig med Ebba Munck af Fulkila. Fyra år senare lät prins Oscars morbror, storhertig Adolf av Luxemburg, adla Oscar och Ebba som comte et comtesse de Wisborg efter Visborgs slott. Efter regeringsbeslut återgavs titeln på svenska som greve och grevinna af Wisborg.
År 1951 adlades även de tidigare prinsarna Sigvard, Carl Johan och Lennart Bernadotte som grevar av Wisborg.